# Уравнение обмена
Уравнение обмена — уравнение, описывающее соотношение денежной массы, скорости обращения денег, уровня цен и объёма производства продукции.
{\displaystyle M\cdot V=P\cdot Q}
где {\displaystyle M} — денежная масса;

{\displaystyle V} — скорость обращения денег;

{\displaystyle P} — уровень цен;

{\displaystyle Q} — объём производства.
Обоснование формулы дал американский экономист Ирвинг Фишер в своей работе «Покупательная сила денег» в 1911 году. Из уравнения обмена видно, что произведение количества денег {\displaystyle M} на скорость их обращения в год {\displaystyle V} должно быть равно номинальному доходу {\displaystyle P\cdot Q} (то есть номинальной стоимости приобретённых товаров и услуг).
На основе данной формулы Ирвинг Фишер доказал, что скорость обращения денег в экономике определяют институты, от которых зависит то, как люди осуществляют сделки (транзакции). Если при оплате покупок люди пользуются расчётными счетами и кредитными картами, а значит, реже используют деньги при осуществлении транзакций, определяемых номинальным ВВП ({\displaystyle M\downarrow } относительно {\displaystyle P\cdot Q}), то скорость обращения будет увеличиваться. И наоборот, если покупки легче оплачивать наличными или чеками, то больший объём денег будет обслуживать тот же уровень номинального ВВП, и скорость обращения будет уменьшаться. Фишер показал, что институциональные и технологические факторы влияют на скорость обращения денег очень медленно, поэтому в краткосрочном периоде скорость обращения можно считать постоянной.